# Wyoming Highway 37
Der Wyoming Highway 37 (kurz: WYO 37) ist eine 14,48 km lange State Route im US-Bundesstaat Wyoming, die im Norden des Big Horn County verläuft. Die Straße ist auch als Park Road bekannt.

## Streckenverlauf
Der Wyoming Highway 37 startet am U.S. Highway 14-Alt östlich von Lovell im nördlichen Big Horn County. Die Straße verläuft nach Norden, quert die Bahnstrecke der Big Horn Railroad sowie den Shoshone River und wendet sich für 3,7 km nach Nordosten. Durch das Bighorn Basin verläuft der WYO 37 bald wieder für weitere 8,0 km nach Norden, erreicht die Bighorn Canyon National Recreation Area und endet nach 14,48 km innerhalb des Schutzgebietes, etwa 5,5 km südlich der Grenze zum Bundesstaat Montana. Die Straße verläuft weiter als Park Road durch die National Recreation Area und die Pryor Mountains bis zur Schiffsanlegestelle Barry's Landing am Bighorn River in Montana. Die gesamte Route verläuft im Big Horn County.

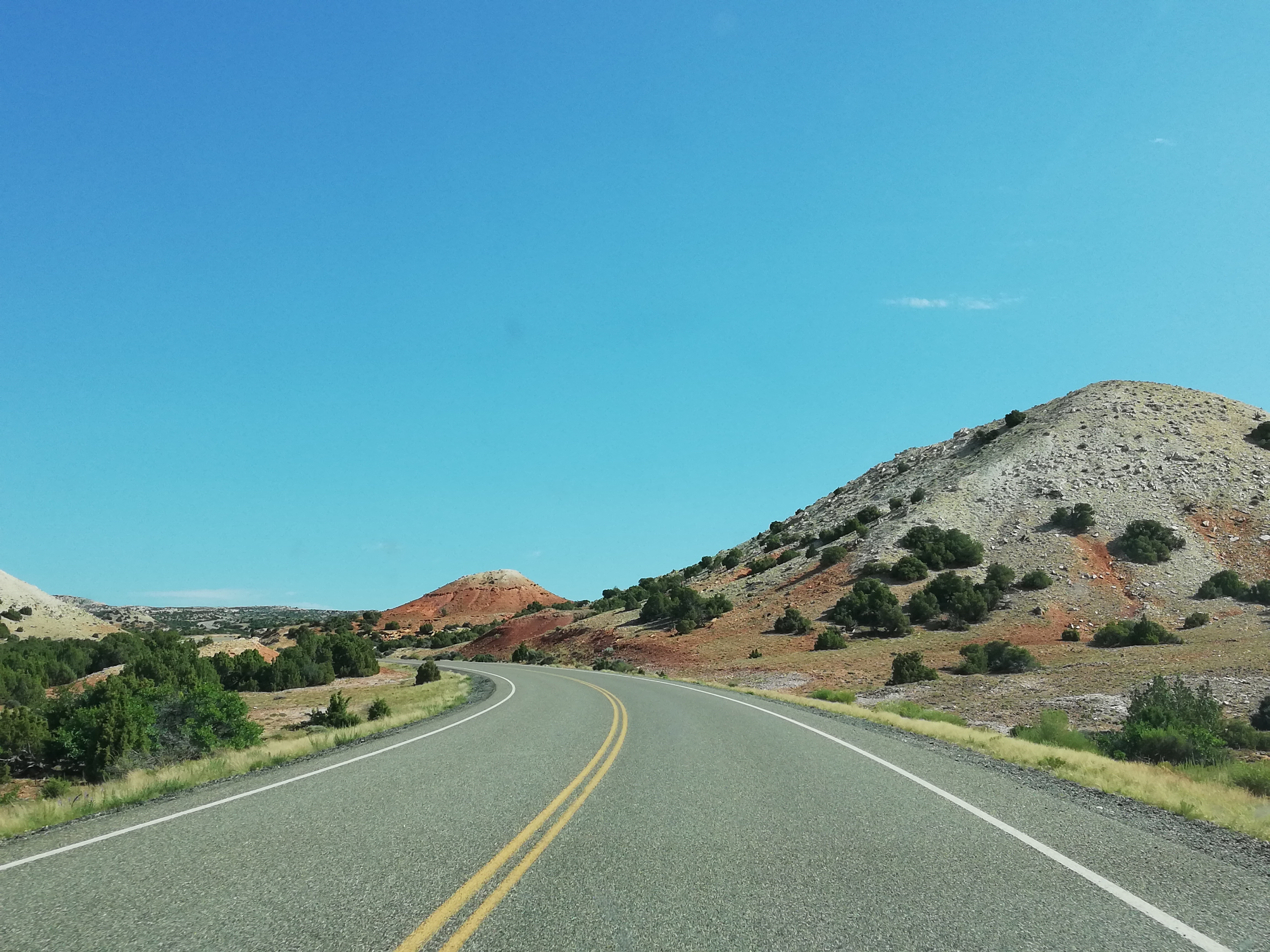
Wyoming Highway 37 innerhalb der Bighorn Canyon National Recreation Area

## Belege
1. ↑  AARoads: Wyoming State Route Log: 1 through 99. Abgerufen am 26. März 2025 (amerikanisches Englisch).